# 분산 (광학)

빛이 프리즘을 통과할 때 파장에 따라 다른 각도로 굴절한다. 따라서 백색광이 여러 가지 색으로 분산된다.

분산(分散)을 거치면 태양빛을 프리즘에 통과시켜 스크린에 비추어 보면 여러 가지의 색으로 나뉜다. 이처럼 빛이 한 매질에서 다른 매질로 진행할 때 매질에 따라 빛의 속도가 달라지므로 굴절이 일어나게 되고, 이때 빛의 진행속도는 파장에 따라 달라지게 되는데 이를 빛의 분산이라고 한다.

## 이론
매질 속에서의 파장은 {\displaystyle \lambda =\lambda _{0}/n}이다. 일반적으로 파장이 증가하면 굴절률이 감소한다. 따라서 백색광이 프리즘을 통과할 때 파장이 큰 빛인 붉은빛이 가장 적게 꺾이고, 보라빛이 가장 크게 꺾이게 된다.
고전물리학에서는 빛을 모든 파장의 전자기파로 정의한다. 맥스웰 방정식에서 매질이 선형이고 고르다면 유전율 ε 와 투자율 μ가 변하지 않으므로 상수로 취급할 수 있다. 이때 전자기파의 속력은 {\displaystyle v={\frac {1}{\sqrt {\varepsilon \mu }}}}가 된다. 투명한 매질 속에서 빛의 속력은 굴절률 n의 역수만큼 감소하므로 {\displaystyle v={\frac {c}{n}}}이 되고,
{\displaystyle c={\frac {1}{\sqrt {\varepsilon _{0}\mu _{0}}}}} 이므로
굴절률 n은 {\displaystyle n={\sqrt {\frac {\varepsilon \mu }{\varepsilon _{0}\mu _{0}}}}}과 같이 표시할 수 있다.
이 과정에서 유전율ε, 투자율μ, 전도도σ를 상수로 취급하였지만 실제로 이 매개변수들은 전자기파의 진동수에 따라 어느정도 변하게 된다.
진동수가 다른 파는 매질에 따라 움직이는 속도가 달라진다. 따라서 여러 가지 진동수가 섞여있는 파는 매질 속을 진행하면서 파의 모양이 바뀌게 된다. 이때 전자기파는 이동하면서 에너지를 전달하게 되고, 에너지의 전달 속도는 군속도 {\displaystyle v_{g}={\frac {dw}{dk}}}로 표현된다. 전자기장에 대한 물질의 반응인 유전율ε, 투자율μ, 전도도σ는 진동수w의 함수로 표현 될 것이지만 투자율μ은 많은 물질에서 투자율μ0와 큰 차이가 없으므로 w 에 대한 변화는 거의 없다. 그러므로 유전율과 전도도를 고려해야 하며, 분자 수준에서의 근사를 통해 ε(w)와 μ(w)를 알아 낼 수 있다.
매질이 절연체일 때 전자는 결합력 때문에 분자에 붙어 있으므로, 전자가 상수 k인 용수철 끝에 달린 것이라고 생각한다면 변위 y, 전자 질량 m, 고유진동수{\displaystyle \omega _{0}={\sqrt {\frac {k}{m}}}}이라고 할 때
{\displaystyle F=-ky=-m\omega _{0}^{2}y} 되며 이 때
{\displaystyle \varepsilon =\varepsilon _{0}[1+{\frac {Nq^{2}}{m\varepsilon _{0}}}\sum {\frac {f_{j}}{(\omega _{j}^{2}-\omega ^{2})-i\gamma _{j}\omega }}]}
{\displaystyle k={\sqrt {\varepsilon \mu _{0}}}\omega }이다.
일반적으로 ε의 두 번째 항이 작으므로 아래처럼 근사할 수 있다.

{\displaystyle k\cong {\frac {\omega }{c}}[1+{\frac {Nq^{2}}{2m\varepsilon _{0}}}\sum {\frac {f_{j}}{(\omega _{j}^{2}-\omega ^{2})-i\gamma _{j}\omega }}]}
따라서 굴절률은 다음과 같다.
{\displaystyle n\cong [1+{\frac {Nq^{2}}{2m\varepsilon _{0}}}\sum {\frac {f_{j}(\omega _{j}^{2}-\omega ^{2})}{(\omega _{j}^{2}-\omega ^{2})^{2}+\gamma _{j}\omega }}]}
위 식에서 진동수가 공명진동수 근처가 되면 굴절률이 감소하는데 이를 비정상 분산이라고 하며, 일반적으로 잘 일어나지 않는다. 그리고 진동수가 공명진동수와 유사할때를 제외한다면, 진동수가 커질 때 굴절률이 증가한다는 것을 식을 통해서 확인할 수 있다.

## 뉴턴의 색이론

### 아리스토텔레스의 설
17세기 까지는 색이 흰색과 검은색, 밝음과 어두움의 혼합에 의해 생긴다는 아리스토텔레스의 설이 그대로 통용되었으나 이는 가짜 아리스토텔레스의 문서에서 유래한 것이다.
데 도미니스는 1611년에 출판한 광학서에서 빛을 차단하거나 또는 없애서 빛에 어두움을 섞으면 색이 생긴다고 서술하였다.

### 데카르트의 설
데카르트는 우주공간이 미세한 물질로 채워져 있다고 주장하였다. 이 물질은 회전운동을 하고 있으며 이 회전운동은 전체적으로 일어나기도 하고 물질 하나하나에 일어나기도 한다. 이때 전체적인 회전운동은 행성운동의 원인이고, 물질 하나하나의 운동은 색의 차이를 일으킨다고 하였다. 이 이론에서는 광선을 우주공간에 채워진 물질의 압력이라고 설명하며, 우리의 눈은 이 압력을 빛으로 인지하고, 물질 하나하나의 운동을 색으로 느낀다고 한다. 이러한 회전운동은 밀도가 큰 매질의 영향을 받아서 변화를 일으키게 되며 이것이 스펙트럼의 원인이 되며 이때 적색은 강한 회전이며, 자주색은 약한 회전운동이고, 프리즘은 이러한 회전운동에 영향을 주는 것이라고 설명하였다.
이러한 이론은 당시 사람들에게 잘 받아들여지지는 않았지만, 빛과 색을 기계적으로 설명하려고 하였다는 점에서 의의가 있다.

### 뉴턴의 실험
17세기 당시 뉴턴 뉴턴이 색에 대한 이론을 주장하기 이전에는 백색광이 변해서 색이 생긴다는 것이 보편적인 이론이었다.
뉴턴이 켐브리지 대학의 학생으로 있던 1665년에 페스트가 유행하였고, 이때 2년간 학교가 폐교되었다. 이 기간동안 뉴턴은 집으로 돌아가 프리즘으로 여러 가지 실험을 하였다. 당시 프리즘은 일종의 무지개를 만들어 내는 장난감과 비슷하였고, 뉴턴은 백색광을 프리즘에 통과시켰을 때 나오는 무지개색을 관찰하면서 백색광을 이루고 있는 여러 가지 색들을 프리즘이 서로 다르게 굴절시킨다고 생각하였다.
뉴턴은 이러한 생각을 실험을 통하여 증명하였는데, 작은 구멍으로 들어온 빛을 프리즘으로 분리시킨 후 분리된 빛 각각에 대해서 다시한번 프리즘에 통과시켜서 2차 분산은 발생하지 않는다는 사실을 보임으로써 백색광이 여러 가지 색깔의 빛의 혼합으로 이루어져 있음을 보였다.

## 분산현상

### 프리즘

프리즘을 통과하는 빛의 분산

두께가 일정한 유리판일지라도 빛을 비스듬히 입사시키면 이론적으로는 분산을 관찰할 수 있어야 한다. 그러나 보라색과 빨간색의 굴절률의 차이는 0.019 정도로 크지 않으며, 인접한 다른 빛에 의해서 쉽게 중첩되어 분산을 명확하게 관찰하기가 어렵다. 그렇지 않다면, 유리창을 통해 무지개를 볼 수 있을 것이다.
빛의 분산을 관찰하기 위해서는 프리즘을 사용하는 것이 바람직하다. 백색광은 여러 가지 파장을 가지는 빛의 혼합으로 이루어져 있음을 프리즘을 통해 쉽게 확인할 수 있다. 오른쪽 그림과 같이 프리즘에 백색광을 입사시키면 평행하지 않는 두 표면에 의해 굴절각의 차이가 커지기 때문에 파장이 긴 빨간색 빛부터 파장이 짧은 보라색 빛까지 잘 분리할 수 있다.

### 무지개
무지개는 일상 생활에서 쉽게 접할 수 있는 분산의 대표적인 현상이다.
비가 온 후에 대기중에 떠다니는 작은 물방울들이 태양빛을 분산시키는 프리즘 역할을 하고, 이 물방울들에 태양빛이 입사한 후 굴절되는 과정에서 분산이 일어나게 된다.
보라색 빛은 빨간색 빛에 비해 굴절률이 크므로 같은 입사각으로 입사하였을 때 더 큰 굴절각을 가지며 물방울 속으로 입사하게 된다. 이렇게 입사하게 된 빛은 물방울 속에서 한번 반사된 후 물방울과 공기의 경계에서 다시 굴절되어 눈으로 들어오게 된다. 따라서 태양을 등지고 있어야 무지개를 관찰할 수 있다.

무지개의 발생 원리

태양광은 평행하게 지구에 입사하지만 물방울의 표면은 곡면이므로 결과적으로 태양광은 물방울에 대해 다양한 입사각을 가지게 된다. 따라서 서로 다른 각도로 굴절과 반사를 하게 되고 여러 가지 각도로 물방울을 빠져나오게 된다. 이렇게 진행하는 빛을 추적해 보면 빛이 여러 가지 각도에서 균일하게 퍼지는 것이 아니라, 입사광선에 대해 최소편위각의 방향으로 많은 빛이 나오게 된다. 그러므로 물방울에 평행하게 입사한 빛은 균일하게 퍼지지 않고, 특정한 각도로 많은 양의 빛이 퍼져나가게 되는데 이때의 특정 각도를 무지개각이라고 한다. 무지개각은 빨간색 빛의 경우 42˚이고 보라색 빛은 41˚이다.
대기중에 떠다니는 물방울이 수없이 많이 존재하므로, 우리가 물방울을 바라보았을 때 42도의 각도를 가지는 물방울에서는 빨간색 빛이 우리의 눈에 입사할 것이고, 41도의 각도를 가지는 물방울에서는 보라색 빛이 우리 눈에 입사할 것이다. 42˚ 이상이나 41˚ 이하의 물방울에서 나오는 빛은 우리의 눈에 들어오지 않게 되며, 따라서 무지개는 빨간색 빛이 바깥쪽에 위치하고, 보라색 빛이 안쪽에 위치하게 된다. 또한 빨간색 빛은 42˚의 물방울에서 굴절 및 반사되어오는 빛이고, 보라색 빛은 41˚에서 반사되어 오는 빛이므로, 우리가 무지개를 향해 이동하여도 무지개에 가까워질 수 없으며, 해당하는 각도에 있는 다른 물방울에 의해 굴절 및 반사되어 오는 빛에 의한 무지개를 관찰할 수밖에 없다.

### 쌍무지개

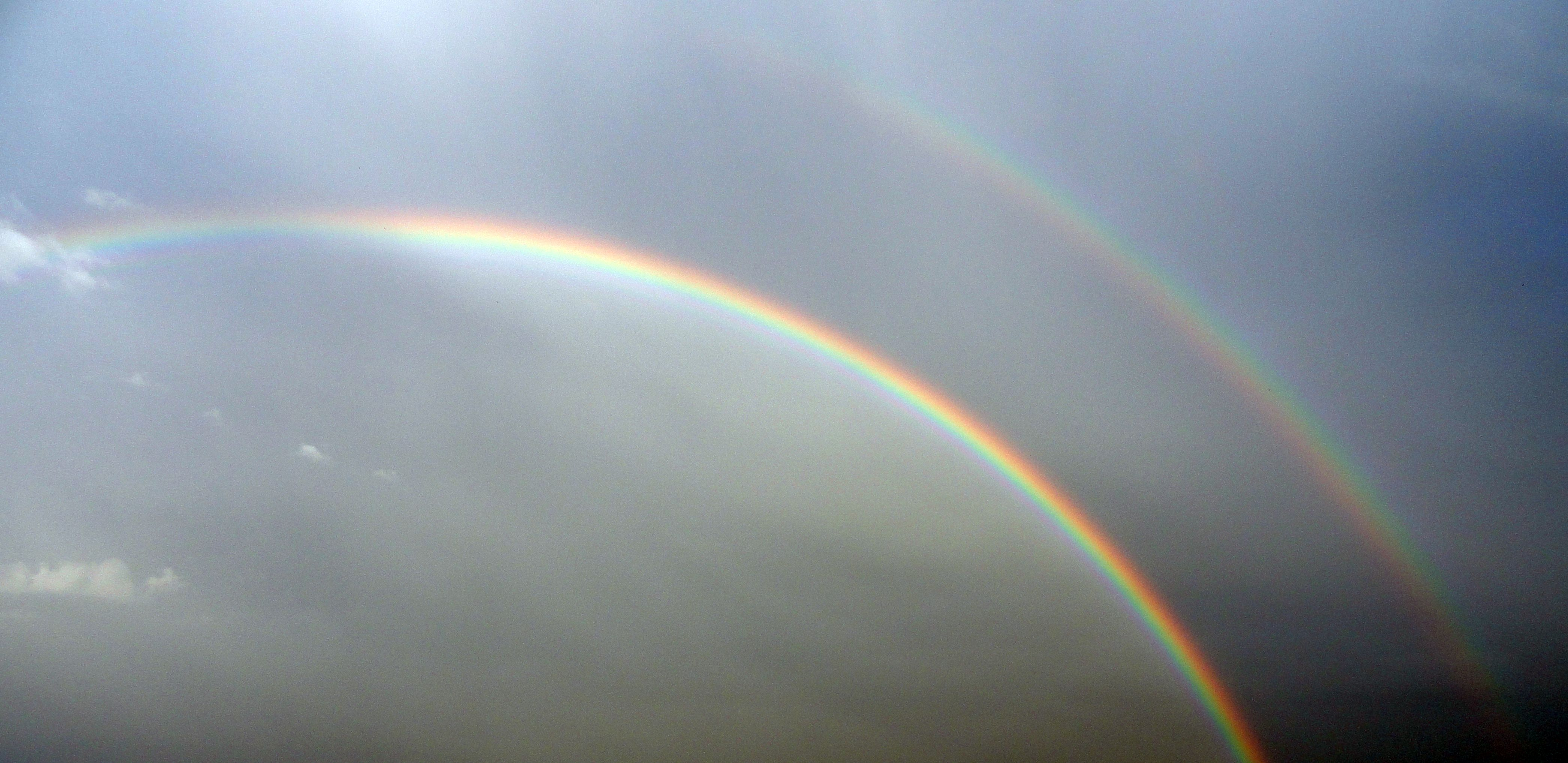
안쪽에 있는 무지개와 바깥쪽에 있는 무지개의 색 배열이 다르다.

뚜렷하고 선명한 일차 무지개 주위로 희미한 이차 무지개가 나타나는 것을 쌍무지개라 한다. 이차무지개는 일차 무지개에 비해 색이 흐리고 색의 배열이 반대이다. 이러한 이차 무지개는 물방울에 입사한 백색광이 물방울 내에서 두 번 반사하여 만들어진다. 이때 두 번의 반사를 거치므로 공기중으로 굴절되어 나가는 빛의 양이 일차무지개에 비해 많게 되고, 따라서 이차 무지개는 일차무지개에 비해 희미하게 보이게 된다.
보라색 빛은 빨간색빛보다 굴절률이 크므로 더 큰 각도로 물방울 안으로 굴절하고, 두 번의 내부 반사를 거친 후 물방울을 빠져 나올때는 일차 무지개와 비교했을 때 반대의 색 배치를 갖게 된다. 이때 무지개각은 빨간색 빛이 50˚, 보라색빛은 54˚이다. 따라서 일차 무지개에 비해 더 큰 각을 갖게 되므로 크기가 더 커보이며, 색의 배열이 반대가 된다.

### 달무리
달무리란 엷은 구름이 끼어있을 때 달 주위에 나타나는 동그란 띠를 말한다. 달무리는 대기중에 떠 있는 얼음결정에 의해서 빛이 두 번 굴절되기 때문에 발생한다. 결정에 입사된 빛이 결정면에서 한번 굴절되고, 결정을 나가면서 또한번 굴절한다. 이때 22도의 굴절각을 가지게 된다. 따라서 달무리는 달을 중심으로 22도의 원형으로 관찰된다.
달무리가 넓을 때는 색이 희게 보이나, 달무리가 짙을 때는 안쪽은 붉은색, 바깥쪽은 노란색을 띈다.

## 같이 보기
- 굴절